# МиГ-23
МиГ-23 (НАТО класификација ) је совјетски ловачко-бомбардерски авион, с променљивом геометријом крила. Подешавање геометрије је, с механизованом изменом, у три могућа положаја угла стреле крила у лету, у распону од 16° до 72°. МиГ-23 је развијен шездесетих година 20. века, у ОКБ Микојан. То је први совјетски борбени авион треће генерације.
МиГ-23 је био и први совјетски авион с радаром који може да осветли и открије циљеве према земљи (енгл. look down). С њим је прекинута традиција, код ловачких авиона из породице МиГ-ова, да су са пито усисником. Овде су усисници правоугаоног попречног пресека, с променљивом геометријом, постављени бочно на трупу, пошто је носни део заузет радаром.
Развој и производњу авиона МиГ-23 је много успоравало кашњење развоја и производње планираних млазних мотора. Тај проблем је посебно имао негативан утицај на динамику усавршавања авиона.
Од 1969. године, у већем броју варијанти, укупно је произведено 5.047 авиона МиГ-23. Коришћени су у многим државама, а у некима су још увек у оперативној употреби.
МиГ-23 је карактеристичан и по томе што је то последњи пројекат који је започео велики совјетски и руски конструктор Артјом Микојан. Умро је у току његове реализације, 9. децембра 1970. године.
МиГ-23 се користио у више ратних сукоба, а највише на Блиском истоку.

## Тактичко-технички захтеви (ТТЗ)
У периоду најжешће трке за престиж у оружју, у току Хладног рата, између источних и западних држава, на челу са СССР и САД, тражен је брз одговор на сваки помак друге стране. Та трка је посебно била присутна у домену борбених авиона, односно у сегменту наоружања највеће ударне моћи и највишег технолошког нивоа. Добар пример за то је случај совјетског авиона МиГ-19. Совјети су, да би одржали корак у постизању максималне брзине, жртвовали друге летне и експлоатационе карактеристике овог авиона, али су с њим оборили дотадашњи светски рекорд у брзини лета (1.455 km/h). Цена тога је била, између осталог, да се мотор морао скидати на сваких 50 часова рада, због општег прегледа. МиГ-19 је био изнуђен и као брз одговор на амерички надзвучни авион F-100 супер сејбр.
МиГ-19 је био значајно искуство за развој следећег совјетског авиона МиГ-21. Он је такође развијен у условима трке у наоружању, с доста изнуђених компромиса. Без обзира на све то, био је успешан авион и одиграо је значајну улогу на светској ратној и војној сцени. Доживео је масовну производњу и оперативну употребу. МиГ-21 је ловац-пресретач, скакач, с великом брзином успона, с малом аутономијом лета и с малом носивошћу оружја. Пошто је пројектован за респектабилне перформансе у надзвучном лету, последично је имао велике брзине при полетању и слетању, односно условљавао је дугачке полетно-слетне стазе. Поред тога је имао слабу опрему, а посебно му је радар био скромних могућности. Захтеви за престижне перформансе надзвучног лета, посебно велика брзина, диктирали су велику стрелу крила, малу укупну масу, па и малу количину горива, малу масу опреме, што је сузило и могућност њеног избора. Све су то били тешки компромиси, изнуђени расположивом технологијом тог доба. Авион МиГ-21, са дугачком полетно-слетном стазом, захтевао је услове великих аеродрома, чији је број ограничен. Удаљености између таквих аеродрома су велике, те је било тешко покривати и запречавати ваздушни простор између њих и државне границе авионом МиГ-21 који је кратко време остајао у ваздуху. Велики аеродроми су са концентрисаним размештајем авиона, па су с тиме и рањиви на изненадне ударе непријатеља. Тактика примене борбене авијације се мењала на основу искустава стечених у локалним сукобима. И једна и друга страна трке за престиж су та искуства уграђивале у тактичко-техничке захтеве (ТТЗ-е), за развој и производњу наредних генерација авиона.
На западу су се одвијали програми за авионе треће генерације F-111, Мираж F-1 и Харијер, а Совјети су били приморани на одговор. Покушавали су одговорити јединственим типом борбеног авиона.
Следећим совјетским ловцем се тражио искорак у савременије технологије, с циљем да се смањи заостајање у трци са НАТО авионима.
За наследника авиона МиГ-21 је тражено да има далеко мању минималну брзину, а максималну већу. Тражено је да крајњи Махов број, који одговара максималној брзини, буде већи од 2,3. Ти захтеви су значили велики коефицијент узгона са полетно-слетном конфигурацијом, мали таласни отпор у надзвучном лету и мотор великог потиска. Ови захтеви су у међусобној супротности, како у домену аеродинамике, тако и у домену контроле прираста масе целог авиона. Захтевано је да буде наоружан ракетама с полуактивним радарским вођењем, средњег домета. То значи и да је радар моро да испуњава услове за одговарајућу даљину откривања циља, вођења ракета нагоре и надоле и да је морао да има одговарајућу заштиту од електронског ометања. Такође је захтевано да наредни авион остаје далеко дуже у ваздуху и да носи већу количину спољњег наоружања, односно терета. Овај захтев је значио довољну количину унутрашњег и спољњег горива.

## Истраживање и развој
|                                                             |
| Експериментални авион 23-01, потенцијално решење за МиГ-23. |

Конструкциони биро Микојан је добио задатак – ТТЗ, половином шездесетих година прошлог века, да развије и покрене производњу авиона МиГ-23. Тада су почела примењена истраживања за развој таквог авиона по веома тешким захтевима у односу на тренутно расположиву технологију у Совјетском Савезу. У ОКБ Микојану су истраживали решења у два правца. Један прилаз је био да се кратке стазе полетања и слетања остваре с допунским узгоном од вертикално усмереног потиска, с помоћним моторима (енгл. lift jet), слично решењу на британском Харијеру. Такав би авион припадао класи с вертикалним полетањем (енгл. Short Takeoff And Landing; STOL). Други прилаз у истраживању је био с променљивим углом стреле крила, по узору на амерички F-111.
Од авиона МиГ-21ПФМ је направљен авион лабораторија за потребе истраживања концепције вертикалног полетања. У његов модификовани труп, уграђена су два помоћна мотора Колесов Д–36–35, с вертикално усмереним потиском од 2х23 kN. Ови мотори су радили само у фази полетања и слетања. Тада се њихов потисак сабирао с узгоном авиона, чиме су стварани услови за смањење брзине лета испод минималне аеродинамичке вредности. Ова истраживања су рађена 1966. године, у лету са авионом лабораторијом.
Стечена искуства су преношена на сличан авион прототип, који се развијао паралелно, с фазним помаком од годину дана, а био је намењен отварању пута за усвајање ове концепције у стандард серијске производње авиона МиГ-23. Овај прототип, демонстратор концепције кратког полетања и слетања, заснивао се на шеми делта крила авиона [[МиГ-21, с проширеним трупом за смештај помоћних мотора и за уградњу већег главног погонског мотора Тумански Р–27–300, с потиском од 51 / 71,6 kN. На њему су усисници постављени бочно на трупу, тако да је носни део ослобођен за уградњу радара. Помоћни мотори су остали исти, Колесов Д–36–35, а били су уграђени вертикално, у односу на уздужну осу трупа, иза кабине пилота. Остављена је могућност њиховог закретања, за 5 степени унапред у односу на вертикалну попречну раван за полетање и за 10 степени уназад за слетање. На овај начин је остварена мала компонента њиховог потиска, која се сабирала с потиском главног мотора у полетању и нешто већа компонента која је кочила авион у слетању. Овај авион прототип је добио ознаку Авион 23-01, а совјетска војска га је водила као МиГ-23УВП и МиГ-23ПД. Полетео је 3. априла 1967. године. То је било приближно годину дана након полетања авиона лабораторије. Авион 23-01 није био наоружан, али је планирано да буде наоружан у серијској производњи, с топом ГШ-23Л и две ракете ваздух-ваздух. Приликом испитивања овај авион је показао слабости концепције, исто као и авион лабораторија. Помоћни мотори су за све време лета, између полетања и слетања, били мртав терет, заузимали су велику запремину трупа, а због њих је и повећан чеони пресек па и отпор целог авиона. На малим брзинама лета је ламинарни слој опструјавања крила и репова био нестабилан, због чега је авион био тешко управљив. Овај концепт развоја авиона Миг-23 је напуштен, али су Совјети искористили прототип Авиона 23-01 у пропагандне сврхе. Промовисали су га на аеро-митингу 1968. године, као наредног ловца, и привремено су обманули НАТО. НАТО му је, по својој номенклатури, дао ознаку енгл. Faithless.
Тим стручњака КБ Микојана, који је радио на концепцији авиона с променљивом стрелом крила, није имао ништа лакши задатак при тражењу прихватљивог компромиса у решењу. Њихов концепт је аплициран с пројектом, под називом Авион 23–11. Тај концепт је заснован на вишегодишњем истраживању у ЦАГИ-ју, на примени крила променљиве стреле. Резултати аеродинамичких истраживања су потврдили да се системи закрилаца и преткрилаца, при углу стреле крила од 10 до 15 степени, могу ефикасно користити. У таквој конфигурацији се могу остварити велики коефицијенти узгона, са којима се довољно смањује минимална брзина лета авиона. На угловима стреле крила од 35 до 45 степени обезбеђене су добре маневарске особине авиона, а на 60 до 70 степени је могућа велика продорност, чак и до хиперсоничних брзина лета. На основу тих резултата компромисно су решаване супротности у законитостима аеродинамике, на малим, средњим и великим брзинама лета, на пројекту авиона МиГ-23, с променом (адаптацијом) геометрије крила у зависности од Маховог броја. Конструктивно је изабрана промена геометрије, кроз промену угла стреле крила од 16 до 72 степени. Предвиђено је да пилот, у току лета, ручно бира угао стреле крила између предвиђених могућности од 16, 45 или 72 степени.
Цену решења променљивог угла стреле крила представљале су велике механичке и производне сложености и прираст масе авиона. У пројектовању авиона је увек присутан феномен котрљања грудве снега низ падину, која кад се не контролише, изазива у катастрофалне последице. Слично је и с масом при пројектовању авиона. Типични примери су решења вертикалног полетања и променљиве геометрије крила. Оваква компликована решења, у принципу, увек повећавају масу авиона. За испуњење тражених перформанси, повећање масе захтева већи потисак мотора. Повећање потиска значи већи мотор, с већом потрошњом горива, што значи и већи резервоари. То је допунски прираст масе и због већег мотора и повећања количине горива. Ту почиње наведени феномен раста масе авиона, као раст грудве снега, при котрљању низ падину. Тај процес се компромисно зауставља и у случају избора променљиве геометрије крила. Без обзира што тај пораст масе није заустављен на жељеном месту, совјетски стручњаци су проценили да је то безболније него код решења с вертикалним полетањем. Авион МиГ-23 је ипак зато постао релативно велик и неекономичан.
МиГ-23 је конципиран на примени мотора с великим потиском, за постизање великих брзина у лету, еквивалента М = 2,35, уз побољшану заштиту од инфрацрвеног захвата непријатеља и на бази радара за претраживање, праћење циљева и вођења ракета. Прототип Авиона 23–11 је први пут примећен 1966. године, са продуженим трупом, због изнуђене уградње дужег мотора АЛ-7Ф-1, уместо планираног Туманског Р-27, који још није био расположив за лет. Први лет Авион 23–11 је био 10. јуна, а званично је то објављено 9. јула 1967. године. Убрзо су произведена још три прототипа, а укупно девет, ради убрзавања испитивања у лету.
| |
| Експериментални авион 23-11, у три пројекције, са стрелом крила у крајњим положајима. Изабрана опција за стандард серијског МиГ-23С. |

## Производња
Авион МиГ-23С је први серијски стандард, a произашао је из прототипа Авион 23-11. За њега је била успостављена линија серијске производње у фабрици авиона Знамја труда (рус. Знамя труда), у Москви.
Први произведен авион из те серије је полетео 11. маја 1969. године. Почетна производња авиона МиГ-23С се одвијала с доста тешкоћа, како са самим змајем, тако и с његовим компонентама. У периоду од 1969. до 1970. године укупно је произведено 60 авиона МиГ-23С. Нису никада уведени у оперативну употребу као ловачки авиони.
У јеку испитивања авиона Миг-23, главни пројектант Артјом Микојан је умро (9. децембра 1970. године), а даљи рад на програму је настављен под вођством Р. А. Бељакова. Испитивање и експлоатација авиона из почетне серијске производње су откривали озбиљне дечје болести. Откривена је незрелост многих примењених технологија и компоненти, што је резултат њихове изнуђене примене без одговарајућих хомологационих и експлоатационих претходних доказа. Развојна испитивања у лету су продужена на четири године (на авиону МиГ-21 су трајала само једну годину). Први велики недостатак се појавио у међусобном заглављивању покретног и непокретног дела крила, при промени угла стреле (због деформација делова), пумпање мотора (због отцепљења ваздушне струје на лопатицама компресора), пумпање мотора се јављало и при лансирању ракета у лету (због усисавања сагорелих гасова из ракетног мотора), проблеми са стајним трапом, пуцање главног резервоара горива на оптерећењу од 7,3 g итд. Отклањање ових недостатака је захтевало велико кадровско ангажовање и потребно време. Тактички носилац и наручилац програма је био све неповерљивији и нервознији, а и пилоти који су летели МиГ-23 после авиона МиГ-21. Реално, та концепција, реализована с технологијом која је била на располагању у томе времену, је и америчком ваздухопловству и индустрији стварала проблеме. Њихов сличан авион F-111 је имао доста ограничења, па чак и новији F-14 томкет. Совјети су доста успешно отклањали недостатке кроз модификације у новим серијама производње и кроз развој већег броја варијанти. Серијска производња мотора Тумански Р-27 је континуално успостављана, тако да је исти био расположив за серијске авионе МиГ-23. Совјетском ваздухопловству је 1971. године, испоручено 60 авиона МиГ-23. Од тада су реализоване серије у импресивним бројкама. Фронтовска авијација је убрзо опремљена с 1.800, а тактичка с 450 авиона МиГ-23.
Иностраним корисницима су испоручивани у респективним бројкама, нарочито чланицама Варшавског пакта. Укупно је произведено 5.047 авиона Миг-23. У временском периоду, од 1969. до 1983. године, у Московској фабрици авиона Знамја труда (рус. Знамя труда) је произведено 4.278 авиона и 769 у Иркутске.

## Опис
МиГ-23 је једномоторни висококрилац, с бочним усисницима правоугаоног променљивог пресека, у функцији Маховог броја у лету. Крило му је променљиве геометрије, мења му се угао стреле. У току лета, пилот ручно бира један од три могућа угла. За полетање, слетање и режиме минималне брзине лета поставља се угао стреле крила на 16°, на брзинама крстарења на 45°, а на транссоничним и суперсоничним брзинама на 72°. Промену угла стреле пилот врши командном ручицом, постављеном на левом пулту у кабини. Преко сервовентила и хидрауличког покретача СПК-1, покреће се систем полуга, преко којих се аксијално кретање претвара у раванску ротацију полукрила (види се на слици десно). Већи део нападне ивице крила (око 2/3 размаха) обара се на великим нападним угловима (ефекат преткрилаца). Излазна ивица, дуж целог размаха крила, подељена је на три сегмента. Два унутрашња су закрилца, а једно спољашње је крилце.
 Носни део трупа је заузео радар, тако да је у односу на претходне МиГ-ове ловце усисник раздвојен у два бочна. Хоризонтални реп је целообртни. Истовремено, цео је у функцији стабилизатора и крмила. Вертикални реп је класични, с крмилом. Наспрам вертикалног репа, испод трупа, постављена је стабилизујућа површина, звана вентрал фин. Он смањује међусобни утицај скретања на ваљање авиона и обрнуто, што је карактеристично за висококрилце. Вентрал фин је склопљен уз труп, при извученим стајним органима, а испружен при увученим. Склапа се да при полетању и слетању не би додиривао земљу и ограничавао нападни угао авиона. Команда за ову радњу је повезана с ручицом за извлачење стајног трапа.
Хидраулички систем сачињавају два паралелна, равноправна и независна подсистема, који заједно напајају покретаче командних површина, а појединачно друге опште функције.
Извори напајања, у оба хидросистема, су хидропумпе НП-70, уграђене на кућиште авионског мотора. Постоји и трећи помоћни систем, за случај нужде, који се напаја хидрауличном електропумпом.
Погон авиона сачињава мотор Тумански, чији компресор је напајан ваздухом кроз бочне усиснике променљиве геометрије. Гориво је смештено у три интегрална резервоара у трупу и шест у крилу.
Главне ноге стајног трапа се ослањају на структуру трупа и увлаче се у спремнике у њему. На носној нози су постављена два точка.
Структура авиона је израђена од дурал-алуминијума.
Кабина пилота је херметизована и под диференцијалним је притиском. Седиште пилота се може катапултирати у нужди.
Спољни терет је гориво или наоружање. Поткачиње се на 5 спољних носача. Два носача су на кореном делу, непокретног дела крила, а три испод трупа. Спољна носивост је од 2.000 до 4.500 kg масе. На задњем делу трупа, симетрично, полубочно, с горње и доње стране, постављене су аеродинамичке кочнице. У кореном делу вертикалног репа је смештен контејнер за кочни падобран (илустровано на слици десно). Падобран се отвара и пуни с ваздухом при слетању, у тренутку додира главних ногу о тло.
У почетку је МиГ-23 имао предност над западним авионима, у аеродинамичким и летним карактеристикама, првенствено у способности стабилног лета на великим нападним угловима, од 24° до 26°.
Доласком наредне генерације ловачких авиона та предност је нестала, пошто су авиони НАТО пакта померили ту границу великих нападних углова на 30°. Крило авиона МиГ-23 је имало капацитет за даљи напредак с модификацијама и до те границе, али с појавом напреднијих авиона као што је МиГ-29, то није било рационално.

### Погон
Усисници са спроводним каналима и мотор, сачињавају систем погона авиона МиГ-23. Усисници су бочни, с променљивом геометријом улазног пресека. Промена улазног пресека усисника се врши у функцији Маховог броја, у крозвучној и надзвучној области брзина струјања ваздуха. Та промена улазног пресека је аутоматизована, а реализује се преко закретања лептира (приказано на слици десно). На тај начин се с регулацијом оптимизира напајање мотора с ваздухом у функцији Маховог броја.
За разлику од МиГ-23, на авиону МиГ-21 се улазни проток ваздуха мења с аксијалним померањем централног копља или конуса (слика горе, десно). Код многих савременијих авиона је фиксан усисник, без те допунске компликације са покретним деловима и аутоматиком.
Гранични слој струјања ваздуха уза зид, који раздваја труп и канал усисника, одсисава се кроз перфорирану, вертикалну плочу (види се на слици).
У табели су дати коришћени мотори Тумански, на варијантама авиона МиГ-23. Развој авиона је условљавао и пратећи напредак мотора, што није текло усклађено. Одвијање програма МиГ-23 је доста ограничавала проблематика развоја и производње мотора. Тако су, на пример, Авион 23-11 и први авиони Миг-23С, у почетку, летели са старијим мотором, па су касније добили планиране.
- Мотор страдалог ирачког авиона, у Пустињској олуји.
- Задњи део, поглед на мотор и четири плоче
аеродинамичких кочница.
- Усисник с променљивом геометријом.

Све варијанте авиона МиГ-23 су опремљене моторима Тумански, изузев МиГ-23Б, који је био са АЛ-21Ф-3 (основни потисак 76,5 kN и 112,8 kN с допунским сагоревањем, користи се на Су-24).

### Опрема
Варијанте авиона МиГ-23 су различито опремљене:
- Пилотско седиште КМ1, као на авиону МиГ-21.
- Импулсно-доплерски радар Сапфир-21 (рус. Сапфир-21) (МиГ-23С и МиГ-23МС), Сапфир-23Д (МиГ-23М и МиГ23МФ), Сапфир-23МЛ (МиГ-23Д, МИ и МЛ), Сапфир-23МЛА (МиГ-23МЛД). Детекција радара Сапфир-23Д је 100 km, а пренос слике до 55 km и захват циља до 35 km.
- Топлотни пеленгатор је сензор за топлотну детекцију присуства, у окружењу, других авиона и ракета. Варијанте авиона МиГ-23 су опремљени тим уређајима под ознакама: ТП-23, ТП-23-1, ТИ-23М (даљина детекције циљева у ваздуху, у задњој полусфери је до 35 km, применом оваквог сензора типа ТП-26 постиже се детекција и до 60 km).
- Систем за навођење ваздух-тло Делта-Н (МиГ-23С), Делта-НГ, с ласером Ласер-С (МиГ-23М) или Ласер-СМЛ (МиГ-23МЛ). Они обезбеђују аутоматско навођење авиона, помоћу земаљског система за навођење.
- Радио-станица Р-832М или Р-862 (МиГ-23МЛД), АСП-ПФ (МиГ-23С) и АСП-23Л (МиГ-23Л).
- Радио-станица за ванредне, хитне случајеве Р-855УМ.
- Систем за навигацију Полет-1Л-23 (МиГ-23С и МиГ-23М), Полет-2Л-23 (МиГ-233МЛ).
- Аутоматски радио-компас АРК-10 или АРК-15М.
- Радио-пријемник, маркер МРП-56П.
- Радио висиномер РВ-УМ на МиГ-23Ц или РВ-4.
- Систем навигације у околини авиона (мало растојање) РСБХ-6Ц.
- Одговарач, за идентификацију СО-69.

- Систем за упозорење и обавештавање СЗМ.
- Активни ометач непријатељског радара Репер Н.
- Систем за аутоматско управљање авионима САУ-23А, (МиГ-23С, МиГ-23М), САУ-23АМ, са аутопилотом.
- Систем за рестрикцију сигнала СОС-3-4 (МиГ-23МЛД).[3][15][16][17]

### Варијанте
Авион МиГ-23 је, у току своје производње и експлоатације, према потребама и расположивој технологији, стално унапређиван. У оквиру великог броја серија, најзначајније су двадесетак развијених варијанти. Развој нових напредних варијанти авиона МиГ-23 је успоравало заостајање развоја технологије и могућности производних капацитета за моторе, у Совјетском Савезу. Резултати развоја и производње у авионској индустрији мотора су стално, фазно каснили за потребама авионског програма.
Стандард авиона за совјетску армију се разликовао од извозних. Њихови су сви авиони имали уграђену инсталацију за ношење нуклеарног оружја и различит систем за легитимисање.

#### Авион 23—11
Авион 23-11 (енгл. Flogger) је истраживачко-развојни, демонстратор примењене технологије и концепције, уједно и прототип за доказ у лету за одлуку о уласку у серијску производњу. Овакав прилаз у развоју авиона је неуобичајен, али је у програму авиона МиГ-23, на неки начин, изнуђен с трком за престиж. Последица одступања од искуствене ваздухопловне процедуре истраживања и развоја је продужетак развоја и у почетном делу серијске производње авиона. У авион 23-11 је, у почетку, је био уграђен мотор Ф-27Ф-300, који је примењен и на Су-24. Полетео је 10. јуна 1967. године. Крило овог авиона је било без зуба, на нападној ивици. Касније су све варијанте имале зуб. Укупно је произведено 9 авиона у овом стандарду.

#### МиГ-23С
МиГ-23С (енгл. Flogger-A) је варијанта и стандард првог серијског авиона. У њему је на почетку интегрисан слабији мотор Тумански Р-27Ф-300, а касније је замењен јачим и побољшаним Р-27Ф2-300. Таквих авиона је произведено свега 60 примерака, у периоду између 1969. и 1970. године. Опремљен је радаром Сапфир–22СМ (користи се на МиГ-21), топлотним пеленгатором, радио-станицом АРЦ-10 и системом локатора АСП-ПФ. Полетео је 21. маја 1969. године. Наоружање је било на нивоу авиона МиГ-21бис, под трупом је носио топ ГШ-23Л са борбеним комплетом од 200 граната. Никада није усвојен за оперативну употребу као ловац.
Овим авионима је био опремљен један пук белоруског војног округа и с њима је било доста проблема. Ретроактивно, у току експлоатације, извршен је велики број модификација на њима у циљу отклањања уочених недостатака и рекламација.

#### МиГ-23М
Разумљиво је да корисник није био задовољан са почетним серијским стандардом авиона МиГ-23С. Зато је даљи развој настављен преко побољшања конструкције, аеродинамике, електронике и унапређења технологије производње. Неизбежно, пратеће повећање масе авиона је требало компензирати с повећањем површине крила и тако сачувати прихватљиву вредност његовог специфичног оптерећења. Површина крила је повећана с продужењем његове тетиве. То је реализовано кроз померање нападне ивице, увођењем зуба. Додатак површине крила, с померањем нападне ивице, за дужину зуба, је изазвао потребу повећања волумена хоризонталног репа. То је изведено с померањем уназад репне површине за 860 mm. У труп је уграђен четврти резервоар горива.
У модификованом носном делу крила, конструктивно нису била добро решена преткрилца. Није била обезбеђена поуздана синхронизација њиховог извлачења. Са чиме је створена опасност од сваљивања авиона на крило, на режимима полетања и слетања. Из тих разлога се један лет, у току испитивања оваквог авиона, завршио с катастрофом. Ови авиони МиГ-23 нису били посебно обележени, а произведено их је у ограниченом броју, у 1971. години. Без обзира на то што су били специфични и ризични, при полетању и слетању, предати су војци на оперативну употребу.
Наредни корак у унапређењу је био на авиону 23-11М. Тај авион је био са истим крилом, са зубом и репројектованим погоном преткрилаца. Новим погоном преткрилаца, иста су се синхроно извлачила, што је повећало потребну поузданост авиона у полетању и слетању. Овај стандард је обележен са МиГ-23М  (енгл. Flogger-B). Погоњен је мотором Тумански Р-29Ф-300 и опремљен радаром Сапфир-23Д-III, чија је производња коначно сустигла динамику авионског програма.
Радар Сапфир-23Д-III је имао детекцију циља до 100 km, са захватом истог од приближно 35 km. Обрада радарских података, била је аналогним рачунаром. Топлотно уочавање и захват ракета је детектовао топлотни пеленгатор ТА-23 и оптички колиматор АСП-23Д.
Команде лета су унапређене увођењем система за аутоматско управљање Сау-23А, у који је интегрисан аутопилот, око све три осе авиона. Уведен је систем за навигацију Пољот 1Л-23. Интегрисано је пилотско избациво седиште новије варијанте КМ-3, које се може катапултирати и спасити пилота и при нултој брзини и висини лета авиона (систем нула-нула). То значи да се пилот може катапултирати и на стајанци, приликом запуштања мотора, а при појави пожара или неке друге опасности. На крилима су уграђена још два носача за спољне терете, 2х800 литара горива, ракете или бомбе.
Те линије за подвешавање спољног терета се користе само при углу стреле крила од 16 степени, што је сагласно подзвучним брзинама лета. Подвешавање спољних терета је илустровано на слици, на крају поглавља „Наоружање“. Авион МиГ-23М је наоружан топом ГШ–23Л, ракетама за блиску борбу са инфрацрвеним навођењем Р-3С, Р-3Р или К-13М и ракетама средњег домета с полуактивним радарским навођењем Р-23Т. За ношење нуклеарне бомбе, совјетски авиони МиГ-23М су имали посебан адаптер за подтрупни носач.
МиГ-23М се појавио у јуну 1972. године и убрзо је ушао у масовну производњу и постао масовни совјетски ловачки авион. Око 1.300 авиона Миг-23М (са подваријантама МФ и МС) произведени су и предати на оперативну употребу ваздухопловству Црвене армије. МиГ-23М је био ударни борбени авион СССР, у временском периоду од 1972. до 1978. године иако му нису отклоњени сви недостаци, откривени у почетној серији МиГ-23С.

#### МиГ-23МФ
МиГ-23МФ (енгл. Flogger-B) је верзија авиона за извоз, првенствено намењеног земљама чланицама Варшавског пакта и арапским државама. Радар му је био нешто упрошћенији, а има и различит систем легитимисања пријатељ или непријатељ и нема инсталацију за ношење нуклеарног оружја.
Електронска опрема му је слабија по перформансама (нпр. радару су искључене неке функције). Веома је близак основној варијанти МиГ-23М, а из њега је и развијен 1977. године. Први су испоручени Бугарској 1988, а касније Куби, Индији и Сирији. После тога је извоз текао у друге државе у Европи, Блиском истоку и Африци. Ти авиони су опремљени системом за навођење Лазур СМА, радаром Сапфир-23Е (Е се односи на „експорт“ — извоз) и топлотни пеленгатор ТП-23-1.

#### МиГ-23МС
МиГ-23МС  (енгл. Flogger-F) је дорађена извозна верзија авиона МиГ-23М. Купци изван Европе обично нису желели поједностављену верзију МиГ-23МФ. Имали су веће захтеве, тако да је за извоз, изван источне Европе, направљена верзија МиГ-23МС, која је веома блиска совјетској МиГ-23М. Овај авион је могао детектовати топлотно зрачење авиона бомбардера у пречнику до 30 km, а ловачких авиона на мањем растојању. При извозу је линк података најчешће уклањан. Стандардно наоружање му се састојало од две ракете средњег домета Р-23, полуактивно радарски вођене и две за блиску борбу са самонавођењем Р-60. Од 1974. године је постављен удвојени носач испод трупа, што омогућује ношење 4 ракете Р-60.

#### МиГ-23МЛ
МиГ-23МЛ  (енгл. Flogger-G) је преправљени авион са смањеном тежином, тзв. лаки МиГ-23М.
Почетне варијанте авиона МиГ-23 су грађене при претпоставци да је приоритет борба с ракетама већих брзина и домета, те су маневар и блиска борба били у другом плану. Током борбене употребе авиона МиГ-23, уочена је заблуда и тражено је побољшање маневра, због блиске борбе. То је захтевало смањење масе авиона, што је и реализовано у нивоу од 1.250 kg.
Миг-23МЛ је варијанта добијена знатном реконструкцијом авиона Миг-23М. Смањење масе постигнуто је уклањањем задњег, трупног резервоара горива, реконструкцијом делова структуре и интеграцијом лакше опреме. Аеродинамика је побољшана за смањење отпора авиона. Продужни дорзал фин је уклоњен. Гранично убрзање је померено на 8,5 g [], у односу на раније 8 g [], код варијанти МиГ-23М/МФ. Интегрисан је јачи мотор Р-35Ф-300, потиска 84/128 kN. Извршена је реконструкција стајног трапа. Ојачана је носна нога. На њу су постављени точкови већег пречника. Пречник точкова главних ногу стајног трапа је такође повећан, на 175 mm.
Ове измене на авиону, првенствено смањење масе и повећање потиска мотора, заједно су довеле до побољшања карактеристика авиона у маневру.
Уграђена опрема је знатно побољшана. Нови радар Сапфир-23МЛ је поузданији, максималног домета детекције од око 100 km, захват циља величине ловачког авиона на 55 km у моду поглед нагоре, а 25 km у моду поглед надоле. Уграђен је побољшани аутопилот, нови навигациони систем, радио и систем давача.
Прототип, у овој варијанти, полетео је у фебруару 1976, а серијска производња је почела 1978. године.

#### МиГ-23МЛА
МиГ-23МЛА  (енгл. Flogger-G) је побољшана варијанта МиГ-23МЛ. Развијен је за намену ловачког авиона, приближних могућности с варијантом МиГ-23П. Опремљен је радаром Сапфир-23МЛА, од 170 kg масе, с унапређеним компонентама. Опремљен је с топлотним пеленгатором ТА-26 и аутоматским системом за навођење ДСП-и-17. У комплету наоружања су ракете Р-24Р (домета до 40 km), а ракета Р-24Т (домета 25-35 km) је интегрисана као привремена замена за Р-27. Ракета Р-24Р има комбиновани систем вођења, с радио-корекцијом путање.
Накнадно је МиГ-23МЛА наоружан са савременом, сверакурсном ракетом Р-73. Она има боље перформансе и од конкурентске, америчке Сајдвиндер AIM-9L. Има већи домет и угао захвата главе за навођење. Авиону МиГ-23МЛА је повећан плафон лета на 19.000 m, а домет ракете Р-73 је до 50.000 m, што обезбеђује анвелопу ракетног дејства, у распону, од 40 до 24.000 m. У то време је та карактеристика била посебно важна за борбу против крстарећих ракета типа Томахавк, тада новог оружја.
У периоду од 1978. до 1983. године у фабрици авиона Знамја труда (рус. Знамя труда) произведено је 1.100 авиона МиГ-23МЛА.

#### МиГ-23П
МиГ-23П  (енгл. Flogger-G) је пресретач за потребе противваздухопловне одбране. Средином седамдесетих година прошлог века, завршен је његов развој из претходне варијанте МиГ-23МЛ. Тај развој је био изнуђен због застарелости авиона Су-9, са истом наменом и оперативном употребом. Пошто су промене биле само у одређеном сегменту, испитивање у лету пресретача МиГ-23П је временски кратко трајало. Серијска производња и увођење у оперативну употребу су отпочели у току 1978. и 1979. године.
По спољњем изгледу је МиГ-23П исти као и МиГ-23МЛ. Разлика је првенствено у делу опреме за навођење са Земље, с којом се МиГ-23П итегрише у глобални систем противваздухопловне одбране.
На авиону МИГ-23П је уграђено:
- нишански систем АСП-23П,
- систем за аутоматско управљање САУ-23ПМ у оквиру команди лета,
- радар Сапфир-23П,
- радио станица Р-862,
- топлотни пеленгатор ТА-23М и
- систем за аутоматско навођење авиона на циљ.

Вођење авиона МиГ-23П се реализује аутоматизованим земаљским системима вођења ловачких авиона, у зону лансирања ракета. Након откривања и избора циља, авионски нападно-навигацијски систем преузима управљање лансираним пројектилом, по оптималној путањи, коју преклапа са циљем.
Сет оружја, укључујући и за борбу против циљева на земљи, исти је као и код МИГ-23МЛ, с тим што пресретачка варијанта користи мањи асортиман тог оружја.
Након одлуке у 1989. за смањење броја тактичких нуклеарних снага, могућност употребе МИГ-23П на земаљске циљеве готово да је и нестала. У складу с тим је намена МиГ-23П редефинисана и он је од тада коришћен искључиво као класични ловачки авион.

#### МиГ-23МЛД
МиГ-23МЛД (енгл. Flogger-K) је ажурирана варијанта МиГ-23МЛ/МЛА. Искуства института ЦАГИ, бироа Микојана и Сухоја, стечена на решавању аеродинамике крила на великим нападним угловима, за авионе МиГ-29 и Су-27 су помогла за допунско побољшање аеродинамике МиГ-23. На крилу је и даље истраживан утицај „зуба“, усмеривача и оптимизације облика и величине преткрилца. Изабрано је преткрилце са оштријом нападном ивицом, дужине 365 mm по размаху, аутоматски се извлачи услед локалне аеродинамичке силе на њему, при брзини до 900 km/h (што зависи од тренутне вредности нападног угла). Са овим решењем је избачен погон преткрилаца, с чиме је смањена маса и поједностављен је цео авион. Критички је преиспитана и сва опрема. Такав стандард авиона је обележен као МиГ-23МЛД, а његова производња је отпочела 1984. године. Авион МиГ-23МЛД је, са својим карактеристикама лета на великим нападним угловима, упоредив с F-16 фалконом.
Због ограниченог оптерећења структуре авиона, при нормалном убрзању од 8,5 g m/s², пилот има упозорење, преко уређаја СОС-3-4. Раније су се дешавала оштећења рамењача крила и других делова авиона, при прекорачењу те границе. 
Авион је опремљен новом опремом за спречавање радарског зрачења АЦТ-15Л, уређајем за тачнију топлотну детекцију циљева, побољшаним активним ометачем АТП-141 и побољшаним системом за идентификацију.
Повећана је маса могућег ношења борбених средстава до 4.500 kg. Максимална маса авиона је тиме повећана на 20.100 kg.
Специфични војни услови у Авганистану су захтевали додатна побољшања МиГ-23МЛД. Побољшан је систем покретања мотора за услове на високим температурама. С горње стране трупа је уграђен уређај за избацивање инфрацрвених мамаца, као пасивна заштита од ракета са IC вођењем.
У току 1984. и 1985. године је произведено само 66 авиона МиГ-23МЛД. Од већег значаја је то што су многи, раније произведени авиони, ретроактивно доведени на тај стандард. У томе временском периоду, авионима треће и четврте генерације  игл, F-16 фајтинг фалкон и F/А-18 хорнет, једино су се на одређен начин могли супротставити ловци МиГ-23МЛД и МиГ-25ПД, од свих расположивих у Совјетском ратном ваздухопловству.
Авион МиГ-23МЛД поседује високе перформансе, што га може задржати у оперативној употреби и до 2015. године. Међутим, његова аналогна електроника и оружје су за више од 20 година у заостатку, у односу на савремене ваздухопловне технологије.
Сматра се да су му основне и највеће слабости:
- Није толерантан на прекорачење режима на критичном нападном углу, а са својим понашањем авион не упозорава на то пилота. Сваки примерак авиона се другачије понаша у том режиму, у зависности од производних одступања димензија крила. Граница великих нападних углова је веома осетљива на одступање реализоване геометрије крила у производњи, од теоретске.
- Скроман асортиман расположивог сета наоружања.

Авион МиГ-23МЛД је испитан у превученом лету, при прекорачењу критичног нападног угла. Пробни пилот Борис Орлов је први с њим улазио у ковит и излазио из њега без икаквих тешкоћа.
У Русији МиГ-23 није више у оперативној употреби, али су доста авиона МиГ-23МЛД ускладиштени као ратна резерва.

#### МиГ-23А
МиГ-23А је пројекат морнаричке варијанте, за употребу са палубе брода. Пројекат је урађен 1972. године. Нема података о реализацији производње по пројекту.

#### МиГ-23Б
МиГ-23Б  (енгл. Flogger-F) је борбени авион за подршку копнених и поморских трупа. Ценећи искуство и потребе подршке копнених и поморских трупа с авијацијом, развијен је овај авион за ту намену. Статистика је забележила да је 46,52 % борбених летова реализовано у функцији подршке, од свих укупно направљених у Другом светском рату. Сагласно потребама и дугој совјетској и руској традицији, у овој врсти и намени авиона (рус. штурмовик), развијена је варијанта МиГ-23Б. У њега је уграђен специјални нишански систем ЈРТ-17, развијен у лењинградској фабрици „Арсенал“, за чију интеграцију је посебно подешен носни део трупа авиона, без уградње радара.
Око избора мотора је постојала одређена дилема, а коначно је уграђен ТРДФ АЛ-21Ф-3 (који се користи и на Су-24). Прототип авиона МиГ-23Б је завршен у јануару 1971. године, а полетео је 18. фебруара.
МиГ-23Б је модификован у домену заштите пилота и виталних делова мотора и инсталација од непријатељске ватре са земље. За задатке подршке трупа на земљи и на мору, специфичан је профил лета авиона. Лет се одвија претежно на малој висини и на већим удаљеностима. У таквом профилу лета значајно је повећана потрошња горива, због чега су унутрашњи резервоари увећани на укупну запремину од 5.630 литара. Са овим изменама је повећана, типична полетна маса авиона, на 15.450 kg. МиГ-23Б је опремљен ласерским мерачем даљине до земаљских циљева. Од наоружања му је остављен топ и ракете за блиску борбу, за функције самоодбране. Носи више врста бомби, масе до 3.000 kg, више типова вођених ракета ваздух–земља и два лансера за невођене ракете од 57 mm.
У току 1972. и 1973. године је произведена мала серија, свега око 20 авиона МиГ-23Б. Исти су предати јединицама ваздухопловства на оперативну употребу. Ограничена производња је условљена мањком мотора АЛ-21Ф-3. Приоритет је била испорука ових мотора за опремање других типова авиона, посебно Су-24.

#### МиГ-23БН
МиГ-23БН  (енгл. Flogger-H) је серијска варијанта авиона за подршку, с мотором ТРДФ Р-29Б-300, који је полетео 1973. године. МиГ-23Б није био у приоритету за обезбеђење с мотором ТРДФ АЛ-21Ф-3, због лимитиране количине његове производње. Поред тога што је Су-24 имао стратегијску предност за совјетску одбрану, употреба мотора ТРДФ АЛ-21Ф-3 би и ограничавала извоз авиона МиГ-23Б, пошто он није имао извозну дозволу.
Да би се мотор Тумански применио на авиону за подршку, била је нужна његова модификација и подешавање за такву мисију. Подршка се одвија са различитим профилом лета у односу на пресретање и ловачке задатке авиона. Првенствено се одвија лет на малој висини, с подзвучним брзинама. То значи да је мотор, у већем делу мисије, на режиму рада без допунског сагоревања. Да би се мотор Тумански оптимизирао за те услове подршке, претрпео је модификације компресора, грејне коморе и издувне цеви. Повећан је степен компресије и проток ваздуха, кроз компресор. Побољшано је сагоревање у грејној комори, с чиме је смањена специфична потрошња горива. Замењена је издувна цев с краћом. Нови, модификовани мотор Тумански је добио, у својој ознаци, допунско слово »Б«. Његов компресор је отпорнији на усисавање чврстих, страних предмета и цео мотор је погоднији за експлоатацију од ТРДФ АЛ-21Ф-3.
Серијска производња авиона МиГ-23БН је реализована у московској фабрици Знамја труда (рус. Знамя труда), с почетка 1973. године. У процесу отклањања недостатака у поступцима производње усвојена је посебна технологија заваривања титанијума и танких челичних лимова. То је било посебно важно у превазилажењу појаве напрслина на виталним деловима авиона, са високом концентрацијом напона и на резервоарима горива.
Модернизован је нишански систем и оспособљен је и за употребу нуклеарне бомбе. Остали системи везани за оружје су остали исти као и на МиГ-23Б. Модернизован је управљачко-показивачки систем у кабини пилота. Уведен је екрански показивач у боји с адаптацијом, са могућношћу интеграције на магистралу података, по НАТО стандарду MIL 1553B. Уведен је одређени број команди које могу бити основа за увођење система HOTAS (енгл. hands on throtle and stick).
Опремљен је системима активне и пасивне заштите од радарског и IC непријатељевог захвата.
МиГ-23БН је постао потпуно комерцијализован совјетски и руски масовни производ. Произведено је 624 примерка до 1984. године. МиГ-23БН се још увек користи у трећим земљама као ударни авион за подршку, с дејством ваздух-земља. Понеки од њих је био опремљен системом за пуњење горива у лету, са француског ловца F-1 мираж.
Фирма „Микојан“ је 1998]]. године направила пакет модернизације авиона МиГ-23БН за иностране кориснике. Тај пакет предвиђа увођење велике количине нове опреме и оружја, са модерније верзије авиона [[МиГ-27. Ознака МиГ-23-98 се односи на предложени стандард с реализацијом предложеног пакета модернизације.

#### МиГ-23БМ
МиГ-23БМ је прототип за ловца-бомбардера МиГ-27, намењеног за совјетско ваздухопловство. Развијен је 1973. године, као производ под ознаком 32-25.

#### МиГ-23БК
МиГ-23БК  је прототип за варијанту ловца-бомбардера МиГ-27К. На њему је проверена интеграција дигиталног нападно-навигацијског система ПрНК-23К и ласерско-телевизијског система Каира (рус. Кайра). Пројектован је 1974, а води се као производ 32-16.

#### МиГ-23У
МиГ-23У  (енгл. Flogger-C) је прототип двоседа, намењеног за преобуку, обуку и тренажу пилота. Развијен је на основу варијанте МиГ-23С, са два седишта у продуженој кабини. Друго седиште пилота је уграђено у простор добијен укидањем резервоара горива. У серијској производњи му је уклоњен и радар.
Први лет прототипа МиГ-23У је успешно реализован 19. априла 1970. године.

#### МиГ-23УБ
МиГ-23УБ  (енгл. Flogger-C) је серијски двосед, стандардизован на основу прототипа Миг-23У, производио се од 1971. до 1978. за СССР, а за извоз до 1985. године. Укупно је произведено преко 1.000 примерака у Иркутске (рус. Иркутске). Погоњен је мотором Р27Ф2М-300. Опремљен је свим наоружањем за борбени авион друге генерације, дакле без ракета средњег домета с полуактивним радарским вођењем. Служио је за преобуку и летачку и борбену обуку. У задњој кабини је обезбеђен перископ, који се извлачи у полетању и слетању, ради боље прегледности наставника. Опремљен је нападно-навигацијским системом Полет-1И-23, са системом аутоматског управљања »САУ-23УБ«, системом сигнализације у случају опасних режима лета и системом ограничења и индикацијом нападног угла авиона. Управљачки и показивачки системи обе кабине су идентични.
Програм његове модернизације је покренут 1998. године. Првенствено је било предвиђено увођење савременијих система комуникације између пилота, увођење дигиталне технологије и побољшање наоружања, због повећања могућности авиона за борбену обуку.

#### МиГ-23УМ
МиГ-23УМ  (енгл. Flogger-C) је двосед варијанте ловачког авиона намењен за преобуку, борбену обуку и проверу борбених способности пилота. Производња прототипа је отпочела 1968. године, а завршила се 1969. Ловачки авион МиГ-23М је преправљен у двосед, с мотором Р27Ф2М-300; задржан је радар и ракете средњег домета. На њему је борбена обука комплетна, чак и с дејством ракетама средњег домета, уз коришћење радара. Укупно их је произведено 251 примерак у фабрици Иркутске.

#### МиГ-23К
МиГ-23К је пројекат морнаричке варијанте, с мотором Р-100, с крилом повећане површине и са пуњењем горива у лету. Пројекат је урађен 1976. године. Нема података о његовој даљој реализацији. Претпоставља се да је престао бити актуелан, поред тадашњег сагледавања идеје о будућем савременом морнаричком авиону МиГ-29К.

### Карактеристике
| Упоредне карактеристике варијанти авиона: МиГ-23 |                  |                  |                 |           |                 |
| Варијанте                                        | МиГ-23С          | МиГ-23М          | МиГ-23П         | МиГ-23МЛД | МиГ-23БН        |
| Опште карактеристике                             |                  |                  |                 |           |                 |
| Намена                                           | Фронтовски ловац | Фронтовски ловац | Ловац-пресретач | Ловац     | Ловац-бомбардер |
| Бр. чланова посаде                               | 1                | 1                | 1               | 1         | 1               |
| Геометрија - димензије                           |                  |                  |                 |           |                 |
| Дужина авиона                                    | 16,71            | 16,71            | 16,71           | 16,71     | 16,71           |
| Висина авиона                                    | 4,5              | 4,82             | 5,77            | 5         | 4,28            |
| Угао стреле                                      | 16 °             | 16 °             | 16 °            | 16 °      | 16 °            |
| Распон крила                                     | 13,97            | 13,97            | 14              | 14        | 14              |
| Површина крила                                   | 35,1 2           | 37,27 2          | 37,35 2         | 37,27 2   | 37.25 2         |
| Виткост крила                                    | 6                | 5,2              | 5,2             | 5,2       | 5,2             |
| Промењен угао стреле                             | 72 °             | 72 °             | 72 °            | 72 °      | 72 °            |
| Распон крила (72 °)                              | 6,84             | 6,84             | 7,8             | 7,8       | 7,80            |
| Површина крила (промењена стрела)                | 32,60 2          | 34,16 2          | 34,16 2         | 34,16 2   | 34,16 2         |
| Масе                                             |                  |                  |                 |           |                 |
| Празног авиона (нето)                            | 9.790            | 10.840           | 10.250          | 10.230    | 11.200          |
| Нормална полетна                                 | 14.090           | 15.700           | 14.700          | 14.770    | 15.600          |
| Максимална полетна                               | 14.800           | 18.040           | 17.800          | 20.100    | 18.600          |
| Максимална горива                                | 3.700            | 4.090            | 3.700           | 3.700     | 5.000           |
| Максимална терета                                | 2.000            | 2.000            | 2.000           | 4.500     | 3.000           |
| Погон                                            |                  |                  |                 |           |                 |
| Погонска група                                   | 1 х ТРДФ         | 1 х ТРДФ         | 1 х ТРДФ        | 1 х ТРДФ  | 1 х ТРДФ        |
| Бр. и ознака мотора                              | Р-27Ф2-300       | Р-29-300         | Р-35-300        | Р-35-300  | Р-29Б-300       |
| Сила потиска (максимал)                          | 1 х 69           | 1 х 83           | 1 х 85,5        | 1 х 85,5  | 1 х 78,4        |
| Сила потиска (допунско)                          | 1 х 102          | 1 х 125          | 1 х 130         | 1 х 130   | 1 х 112,7       |
| Перформансе                                      |                  |                  |                 |           |                 |
| Брзина крстарења                                 | ?                | ?                | 976             | 990       | ?               |
| Брзина пењања                                    | 175              | 195              | 225             | 240       | ?               |
| Максимално оптерећење                            | 5,55             | 8,0              | 7,5             | 8,5       | 8,5             |
| Минимално спец. оптерећење                       | 305              | 291              | 275             | 274       | 300             |
| Номинално спец. оптерећење                       | 438              | 421              | 394             | 396       | 418             |
| Максимално спец. оптерећење                      | 380              | 484              | 476             | 539       | 499             |
| Долет                                            | 2.850            | 2.380            | 2.820           | 2.360     | 1.870           |
| Оперативни плафон                                | 18.000           | 17.500           | 18.500          | 18.600    | 18.000          |

### Наоружање
У оквиру дозвољене носивости масе подвесних терета, могуће је комбиновати интегрисано ракетно и бомбардерско наоружање:
- Ватрено
  - Миг-23 носи топ ГШ-23Л, с бојевим комплетом (БК) од 200 граната.
- Ракетно
  - Ваздух-ваздух
    - Самонавођене ракете за блиску борбу Р-60
    - Полуактивно радарски вођене ракете средњег домета Р-23Ракетно наоружање авиона МиГ-23МЛД.
    - Полуактивно радарски вођене ракете средњег домета Р-23Т

  - Ваздух-земља
    - Вођене ракете КХ-23м
    - Вођена ракета КХ-25МЛ
    - вођена ракета КХ-29МЛ
    - Лансери с невођеним ракетама С-5, С-8 и С-24.
- Бомбардерско
  - Бомбе са слободним падом од 50-500 kg
  - Ласерски вођене бомбе КАБ-500Л
  - ТВ вођене бомбе КАБ-500КР
  - Разорне касетне бомбе
  - Напалм бомбе од 500 kg
  - Специјална бомба »Делта« (с нуклеарном главом)

У упоредној табели наоружања је изостављена почетна серијска варијанта МиГ-23С, пошто није од борбеног значаја.

## Борбена употреба

### Борбена употреба МиГ-23 на Блиском истоку

#### Ирак и Иран
Прва борбена употреба авиона МиГ-23 је била у Ираку, при дејству ваздух-земља против Курда, 1974. године. То искуство нема већи значај за оцену борбених карактеристика авиона МиГ-23, пошто је дејствовано у условима непостојања противничке авијације и противваздухопловне одбране. Дејство се свело на класично бомбардовање слабо брањених циљева.
Авион совјетске противваздухопловне одбране је, 21. јуна 1978. године, оборио два иранска транспортна хеликоптера CH–47 Чинук, приликом њихове повреде ваздушног простора. МиГ-23М је једног оборио топом, а другог ракетом Р-60.
У Ирачко-иранском рату МиГ-23 је интензивно коришћен у периоду од 1980. до 1988. године. У том рату је било више борби ирачких Мигова с иранским авионима америчког порекла. Ирачки МиГ-23МЛ је оборио ирански F-14 томкет, којим је пилотирао пуковник Мохамед-Хашем Ал-е-Ага, 17. јануара 1987. године. Такође је оборен још један F-14 томкет, којим је пилотирао капетан Барам Ганеи. Ирачани су у том сукобу са МиГ-23БН успешно пресретали и уништавали против-бродске ракете Екзосе (фр. Exocet), француског порекла.
Током Заливског рата, 1991. године, авиони F-15 игл су уништили више Мигова. Претила је опасност да ће ирачка авијација бити потпуно уништена и то на земљи. Да би то избегли, Ирачани су пребазирали своје авионе у Иран, где се још увек налазе, али приземљени.

#### Либан и Сирија
У сукобима арапских држава и Израела, много су коришћене пропаганда и дезинформације, тако да су подаци о губицима авиона и једне и друге стране веома непоуздани. За „фризирање“ података је био заинтересован и лоби војне индустрије, обеју страна, потенцијалних испоручилаца борбених авиона трећим земљама. Приказано преимућство авиона једне стране је најбоља препорука и сугестија за одлуку потенцијалног купца.
У Либану се водио грађански рат између политичко-верских фракција, а у ваздушном простору између сиријских и израелских борбених авиона. Та борба у ваздушном простору изнад Либана је била права прилика за доказивање вредности авиона МиГ-23, у односу на израелске, западног порекла. СССР је имао вишеструки интерес да што пре дође до појаве МиГ-23 на том ратишту. Преко Мађарске је растављени МиГ-23 пребачен у Сирију, са авионом Ан-12, 14. септембра 1973. године. Међутим, није било довољно времена за његову монтажу и укључење у борбу, пошто је сукоб већ обустављен 24. октобра.
Прототипска испитивања у лету и почетна експлоатациона искуства нису довољна за оцену квалитета борбеног авиона. Неопходна су оперативна и борбена искуства. Претходни ловачки авион, МиГ-21 је имао повољне околности учешћа у многим ратовима, у којима се борио и доказивао се с противничким ловцима америчког порекла у различитим условима. МиГ-23 се споро уводио у оперативну употребу на простору ратних сукоба. Пилоти и техничко особље је с резервом прихватило авион треће генерације, после једноставнијих, из прве и друге. Посебно при упоређењу с авионом МиГ-21, који се дуго и масовно користио. Резерва је била због сложенијих решења и опреме, летних ограничења на првим серијама, система промене угла стреле крила, повећаног броја отказа и несрећа на варијантама Миг-23С и МиГ-23М и непостојању убедљиве предности у вођењу маневарске (блиске) борбе на подзвучним брзинама, у односу на авион МиГ-21. Примирје, на подручју Либана, није дуго трајало. Већ у 1974. години је дошло до сукоба сиријских авиона МиГ-23 са израелским. Том приликом су оборена два израелска авиона, а током 1980. године су сиријски Мигови оборили седам израелских F-16 фалкона и F-4 фантома, уз губитак својих десет.
У току 1982. године, Сиријци су увели у оперативну употребу 24 МиГ-23БН. Они су били у незавидној ситуацији наспрам импресивне израелске авијације, састављене од тада најсавременијих америчких авиона F-16 фајтинг фалкон и F-15 игл, подржаних с јаким против-електронским дејствима са дистанце. Додатна предност непријатеља је била против-радарски заклон са Голанском висоравни, на којој Сиријци нису имали распоређене радарске системе. На тај начин су Сиријци били, у радарском мраку, до висине лета од 3.000 m. МиГ-23 није био у равноправним условима за одмеравање својих борбених способности, ни по изабраној представничкој варијанти (повољнији би био МиГ-23МЛД) ни по општим условима на ратишту. МиГ-23 није имао у Либану равноправне услове за супротстављање ловцима F-16 фалкон и F-15 игл, као што је имао његов претходник МиГ-21 у Вијетнаму, у односу на F-4 Фантома.
Са посебно примењеним поступцима уласка у борбу, ипак су Сиријци с Миговима имали одређен успех и у неравноправним условима. У међусобним сукобима у ваздушном простору, изнад Долине Бека, се сматра да је Сирија изгубила двадесет и шест авиона МиГ-23, 1982. године. При томе се сматра да су Израелци изгубили дванаест својих авиона. Израел је званично признао само губитак два F-4 Фантома и два Кфира, у 1980. години.
Током борби у ваздушном простору Либана, 1982. године, МиГ-23 је демонстрирао своје предности и мане. Постизање великих брзина за кратко време је била његова предност, над супротстављеним авионима, пошто је могао брзо напасти и брзо напустити бојиште. Његова адаптација с променом стреле крила, према Маховом броју лета, такође је била предност над  фалконом и F-15 иглом. Мање је губио енергију за промене режима лета. Пилоти у МиГ-у су лакше подносили дуг лет на малим висинама и великим брзинама, пошто је он био мање осетљив на узбуркану атмосферу. Када МиГ-23 промени угао стреле, на 72 степена, смањи му се површина крила. Пошто му је маса неизмењена, повећава му се специфично оптерећење крила, што директно смањује одговор авиона на узбуркану атмосферу. МиГ-23 је имао лошији маневар, све до брзина од око 1.200 km/h. Ако би пилот покушао да то измени с пребацивањем на средњи угао стреле од 45 степени, авион би се нагло успоравао, због великог прираста таласног отпора. На брзинама већим од 1.200 km/h, предност је била на страни МиГ-а. Да је МиГ-23 имао аутоматску и континуалну промену угла стреле крила у функцији Маховог броја, имао би и бољи маневар у целој анвелопи брзина. Радар на F-15 иглу је бољи од уграђених на супротстављеним варијантама МиГ-23 у Либану. Изједначен је са системом на МиГ-23МЛД, који није учествовао у тим борбама (види се на слици горе, анвелопа захвата радара). Упоредне основне карактеристике, за супротстављене авионе, дате су у доњој табели.

#### Сиријски грађански рат
Због бројности МиГ-23 је главни ослонац сиријске армије у ваздушним нападима на побуњенике и стране муџахедине у сиријском грађанском рату који је почео 2011. године.
Један сиријски МиГ-23 је оборен 23. марта 2014. године, након што је погођен са АИМ-9 сајдвиндер лансиран са турског F-16 у близини сиријског града Кессаб, пилот се безбедно катапултирао, према турским изворима, сиријски ловац је повредио Турски ваздушни простор. Још један сиријски МиГ-23 се вратио у Сирију.

### Авганистан
У оквиру совјетског ваздухопловства МиГ-23 је учествовао у Совјетско-авганистанском рату. Није био погодан, због конфигурације земљишта, за дејства ваздух-земља. После полетања је био приморан да се брзо пење на веће висине, због рањивости на земаљска средства противавионског дејства. Захваљујући томе поступку, губици нису били велики. Совјетски МиГ-23МЛД је учествовао на томе ратишту. Ваздухопловне јединице наоружане с МиГ-23МЛД су углавном, у периоду 1986. и 1987. године, покривале Кабул и Баграм. Првенствено су дејствовали по земаљским циљевима. Међутим, познат је случај сусрета и борбе у ваздуху с Пакистанским  фалкон, када га је МиГ-23МЛД оборио с једном ракетом Р-60М.

### Бивше совјетске републике
После распада Совјетског Савеза, у Азербејџану је током етничко-територијалних сукоба, у Нагорно-Карабаху, у одређеној мери коришћен и авион МиГ-23. У овим сукобима је уништен најмање један авион МиГ-23, ваздухопловства Азербејџана у јесен 1992. године.

### Африка
У Африци је било више етничких и сепаратистичких сукоба, у којима су мање или више учествовали и авиони из породице МиГ-23, и то извозне верзије.

#### Етиопија
Авиони МиГ-23 су коришћени у локалним и грађанским сукобима у Етиопији. Ратно ваздухопловство Етиопије је имало у оперативној употреби совјетске ловце-бомбардере МиГ-23БН. Они су коришћени осамдесетих година прошлог века, током грађанског рата, а интензивно у његовој завршној фази 1991. године, када су побуњеници били надомак главног града Адис Абебе. Тада су пилоти етиопског ваздухопловства дневно имали и по три борбена лета (авиополетања). Поново су коришћени током међуграничног сукоба између Еритреје и Етиопије (1998—2000).

#### Либија
Приликом отмице италијанског брода, у источном Медитерану 1985. године, од стране Палестинаца, створила се криза. Оптужена је Либија за умешаност у те догађаје. На додиру с либијском обалом почела је велика војна операција концентрисања војних снага, под оправдањем повећане активности либијских авиона МиГ-23ПД и Миража. Није дошло до сукоба и борбених дејстава.
На дан 4. јануара 1989. године дошло је до сукоба. Тада су два F-14 томкета, са носача авиона „Џон Кенеди“, патролирали близу либијске обале, у заливу Сидра. Том приликом су их пресрела два либијска авиона МиГ-23. Пилоти с Томкета су радарски осветлили МиГ-ове, што је нормална процедура упозорења за повратак истих. Либијски авиони се нису повукли, већ су показали спремност за борбу. Један Томкет је испалио ракету, која је промашила циљ. Други Томкет је успешно погодио, ракетом, једног МиГ-23. Затим је, с једног од Томкета, лансирана ракета AIM-9 Сајдвиндер, која је експлодирала у издувној цеви другог МиГ-а. Оба либијска пилота су се спасила катапултирањем.

### Карактеристике супротстављених авиона
| Параметри                                                | Авиони    | Авиони | Авиони | Авиони | Авиони   | Авиони |
| Параметри                                                | МиГ-23МЛД |        |        |        | Kfir C.2 |        |
| Маса kg                                                  | 14.000    | 20.800 | 18.800 | 10.500 | 10.670   |        |
| Максимална брзина на нивоу мора km/h                     | 1.400     | 1.400  | 1.450  | 1.400  | 1.400    |        |
| Максимална брзина на оптималној висини km/h              | 2.500     | 2.350  | 2.450  | 2.100  | 2.330    |        |
| Плафон лета m                                            | 18.600    | 17.500 | 19.000 | 18.000 | 17.000   |        |
| Однос потиска и типичне масе авиона у полетању           | 0,88      | 0,78   | 1,2    | 1,1    | 0,76     |        |
| Специфично оптерећење крила kg/m²                        | 430       | 430    | 335    | 370    | 305      |        |
| Гранично нормално убрзање m/s²                           | + 8,5     | + 7,3  | + 8,0  | + 9,0  | + 6,5    |        |
| Брзина успона m/s                                        | 225       | 200    | 280    | 245    | 176      |        |
| Убрзање s (од 600 до 1.000 km/h, на висини лета 1.000 m) | 19,8      | 22,0   | 14,0   | 16,0   | 22,0     |        |

## Корисници

### Садашњи корисници
| - Алжир 29 Миг-23БН/МС/УБ - Ангола 32 МиГ-23м/УБ - Белорусија 34 МиГ-23М - Вијетнам 36 МиГ-23 - Етиопија 32 МиГ-23БН/УБ - Зимбабве 3 Миг-23 - Јемен 44 МиГ-23 - Јерменија 5 МиГ-23 - Казахстан 100 МиГ-23М/УБ - Куба 69 МиГ-23МФ/МЛ/УБ - Либија 130 МиГ-23МС/МЛ/БН/УБ - Северна Кореја 66 МиГ-23УБ - Сирија 146 МиГ-23 - Сри Ланка 1 МиГ-23УБ - Туркменистан 48 МиГ-23 | МиГ-23 у свету. — Тренутна употреба, — Бивша употреба, |

### Бивши корисници
| - Авганистан - Бугарска - Египат - Индија - Ирак - Иран - Мађарска - Немачка | - Пољска - Чешка - Румунија - Русија - СССР - Судан - Украјина |

### Интерно
- Народна Република Кина; Авиони Миг-23 добијени из Египта су репројектовани у К-6, али нису увођени у оперативну употребу.
- Сједињене Америчке Државе; Добијени узорци авиона МиГ-23 од Египћана (најмање 8 ком.). Детаљно су испитани и анализирана су решења.
- Израел; Авион Миг-23 којим је пребегао сиријски пилот у Израел.
- Југославија; Десет ирачких авиона МиГ-23 је стигло 1989. и 1990. године на ремонт, у Ремонтни завод Змај у Великој Горици. Одређени број авиона је после ремонта враћен у Ирак. Остали су, услед санкција Уједињених нација ирачком режиму и неплаћених новчаних потраживања остали у заводу. У току процеса распада Југославије, преостали авиони су у деловима транспортовани у Ремонтни завод Мома Станојловић на Аеродрому Батајница. Неколико авиона је било са југословенским ознакама и коришћени су кратко почетком 90-тих година. Један авион је био изложен испред Ваздухопловног музеја на Аеродрому Никола Тесла, у Сурчину, код Београда.

## Коришћена издања
- ru Борбени авиони
- ru МиГ-23 на Блиском истоку
- en МиГ-23 у Ваздухопловној технологији
- en МиГ-23 у „Одбрамбеној технологији"
- ru en Фронтовски ловац